# Mnichov (Velké Chvojno)
Mnichov (deutsch München) ist ein Ortsteil der Gemeinde Velké Chvojno (Böhmischkahn) in Tschechien. Er liegt ca. drei Kilometer südöstlich von Velké Chvojno und ca. 7,4 Kilometer nordöstlich des Stadtzentrums von Ústí nad Labem.

## Geographie

### Lage
Mnichov liegt im nördlichen Bereich des linkselbischen Teils des Böhmischen Mittelgebirges. Der Ort befindet sich auf dem höchsten Bereich der sogenannten Spansdorfer Hochfläche.
Mnichov grenzt an mehrere benachbarte Orte: Im Norden liegt Čermná (Leukersdorf), im Westen befindet sich Luční Chvojno (Deutschkahn), im Süden grenzt der Ortsteil an Libov (Lieben), und im Südosten liegt Lipová (Spansdorf).

### Nachbarorte
|                             | Čermná (Leukersdorf)                        |                    |
| Luční Chvojno (Deutschkahn) | Kompassrose, die auf Nachbargemeinden zeigt |                    |
|                             | Libov (Lieben)                              | Lipová (Spansdorf) |

## Geschichte
Im Jahr 1169 erhielt der Johanniterorden von König Vladislavs II. umfangreiche Schenkungen von Waldgebieten u. a. in der Region von Böhmen. Diese Gebiete wurden nach der Schenkung von deutschsprachigen Siedlern kolonisiert und in Ackerland umgewandelt. Die Neugründung erfolgte wie auch bei anderen Orten in der Region durch eine Kolonisation durch deutsche Bauern aus Thüringen, Franken oder Niedersachsen. Der Ort München weist charakteristische Merkmale eines Übergangs von einem Runddorf zu einem Hufendorf auf, was die historische Siedlungsstruktur widerspiegelt. Vor dem Jahr 1573 befand sich vermutlich an der Stelle des späteren Hauses Nr. 2 ein Klosterhof. Auf dem sogenannten Windhügel stand von etwa 1809 bis 1862 eine Windmühle.
München gehörte bis zur Revolution von 1848/1849 im Kaisertum Österreich zur Allodial-Herrschaft Prießnitz (später Schönpriesen), zu der auch die Dörfer Prießnitz, Leukersdorf, Nestomitz, Mosern, Wesseln, Nestersitz, Pömmerle, Doppitz, Leinisch, Seesitz, Soblitz, Reindlitz, Mörkau, Blankenstein, Leissen, Spansdorf, Neubohmen (Kokisch), Arnsdorf und Schlabisch gehörten. 1918 ging der böhmische Ort mit Auflösung der Doppelmonarchie Österreich-Ungarns in die Tschechoslowakei über. 
Im Jahr 1930 war die Infrastruktur des Ortes München wie folgt vorhanden: Die nächste Eisenbahnstation befand sich etwa 5 km entfernt in Klein-Kahn (Malé Chvojno), das nächste Postamt war 3,5 km entfernt in Böhmisch-Kahn (Velké Chvojno) angesiedelt. Für religiöse Belange war die nächstgelegene Pfarre 2,3 km entfernt in Leukersdorf (Čermná) zuständig. Die Kinder des Ortes besuchten die 1,2 km entfernte Schule im nahegelegenen Spansdorf (Lipová).
1939 fiel mit dem Münchner Abkommen der Ort im nunmehrigen Reichsgau Sudetenland zum Deutschen Reich. Zum Ende des Zweiten Weltkriegs kam er wieder zur Tschechoslowakei. Damit wurde die einheimische deutsche Bevölkerung 1945/46 größtenteils vertrieben.

## Namensherkunft
Der deutschsprachige Name des Ortes München geht auf die Bedeutung „bei den Mönchen“ zurück. Insoweit befand sich im Ort ein Klosterhof vermutlich an der Stelle des späteren Hauses Nr. 2, in dem seit mindestens 1573 die Familie Vogel lebte.

## Bevölkerung
Im Jahr 1654 bestand das Dorf aus 14 Häusern, darunter 10 Bauernhöfe, 2 Kleinbauernstellen und 2 Gärtneranwesen. Bis 1787 war die Anzahl der Gebäude auf 16 gestiegen, wobei sie nun nummeriert waren. Im Jahr 1930 umfasste die Siedlung 21 Häuser mit insgesamt 83 Einwohnern. Bis 2021 sank die Einwohnerzahl von Mnichov auf 51 Einwohner, das zu diesem Zeitpunkt ein Ortsteil der Gemeinde Velké Chvojno (Böhmischkahn) war.

## Sehenswürdigkeiten

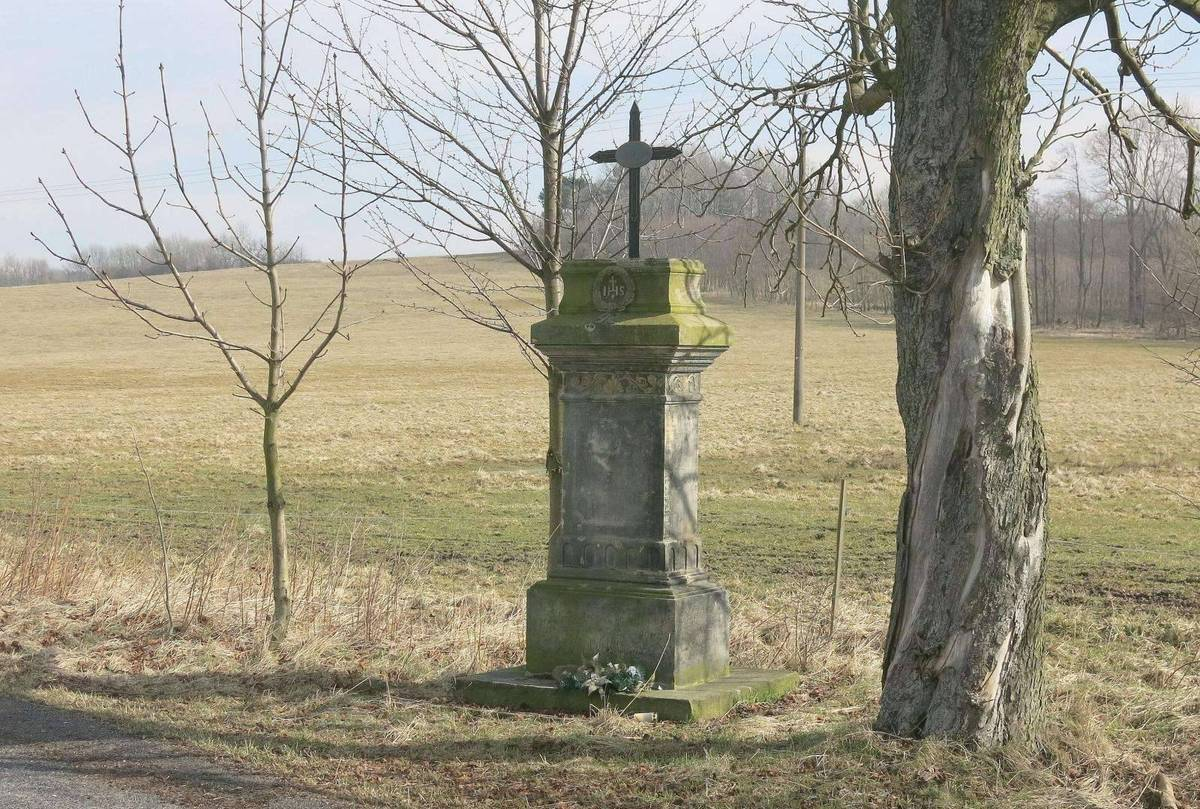
Wegkreuz am Weg von Mnichov nach Čermná.

Auf dem Weg von Mnichov nach Čermná befindet sich ein altes Wegkreuz.